# Tahiti 80
Tahiti 80 es una banda francesa de indie pop formada en Ruan. El grupo fue fundado en 1993 por Xavier Boyer, Pedro Resende, Médéric Gontier y Sylvain Marchand. El estilo musical del grupo sintetiza varios estilos musicales como el indie, el pop sesentero, el soul, el soft rock, la música electrónica, etc., y sus letras son principalmente cantadas en inglés.
Hasta la fecha han publicado ocho álbumes de estudio y más de diez EPs.

## Miembros
- Xavier Boyer: voz, guitarras, bajo, teclados, piano
- Médéric Gontier: guitarra, voz, teclados
- Sylvain Marchand: batería, percusión, teclados, piano
- Pedro Resende: bajo, programación, teclados, percusión, voz
- Raphaël Léger: batería, percusión, teclados, voz
- Hadrien Grange: teclados, percusión, voz

### Miembros anteriores
- Julien Barbagallo: batería, percusión, teclados, voz (2008-2012)

## Discografía

### Álbumes
- 1999 - Puzzle[5]
- 2002 - Wallpaper for the Soul
- 2005 - Fosbury
- 2008 - Activity Center
- 2011 - The Past, the Present & the Possible
- 2014 - Ballroom
- 2016 - ...And The Rest Is Just Crocodile Tears (miniálbum)[6]
- 2018 - The Sunshine Beat Vol. 1[7][8]
- 2022 - Here With You
- 2024 - hello hello

### Sencillos
- 2000 - Yellow Butterfly
- 2000 - Made First
- 2000 - Heartbeat
- 2001 - A Love from Outer Space
- 2002 - 1000 Times
- 2002 - Soul Deep
- 2005 - Big Day
- 2005 - Changes
- 2006 - Chinatown
- 2008 - All Around
- 2009 - Unpredictable
- 2010 - Solitary Bizness
- 2010 - Me and the Princess
- 2011 - Easy
- 2011 - Darlin' (Adam and Eve Song)
- 2012 - Escalator
- 2013 - Bang
- 2014 - Missing
- 2014 - Crush
- 2015 - Coldest Summer
- 2018 - Let Me Be Your Story
- 2022 - Lost In The Sound